# Dai Satō
Dai Satō (佐藤 大?, Satō Dai; 1969) è uno sceneggiatore e musicista giapponese.

## Biografia
Nato nel 1969 ed iniziata la carriera di sceneggiatore in giovanissima età, Satō è stato impiegato in diverse compagnie per poi focalizzarsi sulla scrittura di anime. La prima serie di successo a cui collabora è Cowboy Bebop, prodotta dalla Sunrise nel 1998, successivamente collabora ad altre note serie d'animazione quali Ghost in the Shell: Stand Alone Complex e Wolf's Rain.
Nel 2005 diviene lo sceneggiatore capo di Eureka Seven, grazie al quale viene insignito di un premio per la miglior sceneggiatura alla Tokyo International Anime Fair del 2006. Nello stesso anno realizza Ergo Proxy in coppia con Shukō Murase.
Tra 2006 e 2007 lavora alla sceneggiatura della serie OAV Freedom, diretta da Katsuhiro Ōtomo.
Oltretutto ha fondato la sua compagnia di consulenza personale, la Frognation, che incorpora la Frogman Records, etichetta discografica sua e dell'amico Kengo Watanabe.
Nel 2007 abbandona però la compagnia per fondare la Storyriders.

## Opere principali

### Anime
- Cowboy Bebop (1998-1999)
- Ghost in the Shell: Stand Alone Complex (2002-2005)
- Wolf's Rain (2003)
- Samurai Champloo (2004)
- Kenran Butohsai (2004)
- Eureka Seven (2005-2006)
- Ergo Proxy (2006-2007)
- Higashi no Eden (2009)
- Lupin the Third - La donna chiamata Fujiko Mine (2012)
- Chō Soku Henkei Gyrozetter (2013)
- Space Dandy (2014)
- Fūun Ishin Dai Shōgun (2014)
- Listeners (2020)
- Super Ladri (2021)
- Yurei Deco (2022)
- Pokémon (dal 2023)
- T・P Bon (2024)
- Lazarus (2025)

### OAV
- Eikyū kazoku (1997)
- Freedom (2006)
- Halo: Legends (2010)
- Norageki! (2011)

### Film
- Kyashan - La rinascita (2004)
- Tekken: Blood Vengeance (2011)
- Altered Carbon: Resleeved (2020)
- Words Bubble Up Like Soda Pop (2020)
- Doraemon - Il film: Nobita e le piccole guerre stellari 2021 (2021)
- Bokura no Yoake (2022)

### Videogiochi
- Ace Combat 3: Electrosphere (1999)
- Ghost in the Shell: SAC (2004)
- Resident Evil: Revelations (2012)
- E.X. Troopers (2012)
- Resident Evil: Revelations 2 (2015)